# Caccobius sericoides
Caccobius sericoides är en skalbaggsart som beskrevs av Vladimir Balthasar 1966. Caccobius sericoides ingår i släktet Caccobius och familjen bladhorningar. Inga underarter finns listade.